# Prunus munsoniana
Espèce
Classification phylogénétique
Prunus munsoniana (en anglais : creek plum, hog plum ou wild-goose plum) est une espèce de plantes à fleurs de la famille des Rosaceae. C'est un arbuste fruitier que l'on le trouve en Amérique du Nord.